# Elgoresyita
L'elgoresyita és un mineral de la classe dels silicats. Rep el nom d'Ahmed El Goresy (1935 - Heidelberg, 3 d'octubre de 2019), un mineralogista que treballava en materials planetaris.

## Característiques
L'elgoresyita és un silicat de fórmula química (Mg₅Si₂)O₉. Va ser aprovada com a espècie vàlida per l'Associació Mineralògica Internacional l'any 2021, sent publicada l'any 2022. Cristal·litza en el sistema monoclínic.
L'exemplar que va servir per a determinar l'espècie, el que es coneix com a material tipus, es troba conservat a les col·leccions mineralògiques del Museu d'Història Natural de la Universitat de Florència, a Itàlia, amb el número de catàleg: 3238/i.

## Formació i jaciments
Va ser descoberta al meteorit Suizhou, recollit a la localitat de Suizhou, a Hubei (República Popular de la Xina), en forma d'un únic gra en un petit filó de fusió induït pel xoc del meteorit. Aquest meteorit és l'únic indret de tot el planeta on ha estat descrita aquesta espècie mineral.